# Wereldkampioenschappen noords skiën 2009
De wereldkampioenschappen noords skiën 2009 werden van 18 februari tot en met 1 maart 2009 georganiseerd in de Tsjechische stad Liberec.
Voor het eerst werd bij de wereldkampioenschappen schansspringen een wedstrijd voor vrouwen gehouden.
Ook bij de wereldkampioenschappen noordse combinatie waren er wijzigingen doorgevoerd: er werden geen drie, maar vier disciplines worden gehouden.
De sprintwedstrijd verdween, net als in de wereldbeker, van de kalender. De massastart werd voor het eerst worden georganiseerd en er werden twee individuele Gundersen wedstrijden gehouden (1 keer op de kleine schans, 1 keer op de grote). De landenwedstrijd bleef op het programma.
Bij de wereldkampioenschappen langlaufen moesten de mannen en vrouwen zich voor het eerst via een kwalificatie plaatsen voor wedstrijd met intervalstart.
Voor de vrouwen ging het om een wedstrijd over 5 kilometer klassieke stijl, voor de wedstrijd over 10 kilometer. Bij de mannen is het een kwalificatiewedstrijd van 10 kilometer voor de wedstrijd over 15 kilometer klassieke stijl.

## Programma

### Schansspringen
| Datum      | Uur   | Discipline             | Detail                           |
| ---------- | ----- | ---------------------- | -------------------------------- |
| 20/02/2009 | 10.30 | normale schans (HS100) | individueel vrouwen (2 sprongen) |
| 21/02/2009 | 16.00 | normale schans (HS100) | individueel mannen (2 sprongen)  |
| 27/02/2009 | 16.00 | grote schans (HS134)   | individueel mannen (2 sprongen)  |
| 28/02/2009 | 16.00 | grote schans (HS134)   | team mannen                      |

### Noordse combinatie
| Datum                 | Uur                 | Discipline                       | Detail                            |
| --------------------- | ------------------- | -------------------------------- | --------------------------------- |
| 19/02/2009 20/02/2009 | 14.15 & 17.15 16.00 | massastart                       | 10 kilometer + HS100 (2 sprongen) |
| 22/02/2009            | 09.45 & 15.15       | individuele Gundersen NH (HS100) | HS100 (1 sprong) + 10 kilometer   |
| 27/02/2009            | 11.00 & 15.15       | team                             | HS134 + 4 x 5 kilometer           |
| 28/02/2009            | 11.00 & 15.00       | individuele Gundersen LH (HS134) | HS134 (1 sprong) + 10 kilometer   |

### Langlaufen
| Datum      | Uur   | Discipline                   | Detail                                                |
| ---------- | ----- | ---------------------------- | ----------------------------------------------------- |
| 19/02/2009 | 11.00 | 10 kilometer klassieke stijl | intervalstart, vrouwen                                |
| 20/02/2009 | 13.00 | 15 kilometer klassieke stijl | intervalstart, mannen                                 |
| 21/02/2009 | 13.00 | 15 kilometer achtervolging   | 7,5 km klassiek + 7,5 km vrije stijl, vrouwen         |
| 22/02/2009 | 13.00 | 30 kilometer achtervolging   | 15 km klassiek + 15 km vrije stijl, mannen            |
| 24/02/2009 | 13.00 | sprint vrije stijl           | vrouwen                                               |
| 24/02/2009 | 13.00 | sprint vrije stijl           | mannen                                                |
| 25/02/2009 | 13.00 | teamsprint klassieke stijl   | vrouwen                                               |
| 25/02/2009 | 13.00 | teamsprint klassieke stijl   | mannen                                                |
| 26/02/2009 | 13.00 | 4 x 5 kilometer estafette    | 2x5 km klassieke stijl + 2x5 km vrije stijl, vrouwen  |
| 27/02/2009 | 13.00 | 4 x 10 kilometer estafette   | 2x10 km klassieke stijl + 2x10 km vrije stijl, mannen |
| 28/02/2009 | 13.00 | 30 kilometer vrije stijl     | massastart, vrouwen                                   |
| 01/03/2009 | 13.00 | 50 kilometer vrije stijl     | massastart, mannen                                    |

## Medailleklassement
| Plaats | Land             | Goud | Zilver | Brons | Totaal |
| 1      | Noorwegen        | 5    | 4      | 3     | 12     |
| 2      | Verenigde Staten | 4    | 1      | 1     | 6      |
| 3      | Finland          | 3    | 0      | 5     | 8      |
| 4      | Oostenrijk       | 2    | 1      | 0     | 3      |
| 5      | Polen            | 2    | 0      | 1     | 3      |
| 6      | Italië           | 1    | 1      | 2     | 4      |
| 7      | Japan            | 1    | 0      | 1     | 2      |
| 7      | Zwitserland      | 1    | 0      | 1     | 2      |
| 9      | Estland          | 1    | 0      | 0     | 1      |
| 10     | Duitsland        | 0    | 8      | 1     | 9      |
| 11     | Rusland          | 0    | 2      | 1     | 3      |
| 11     | Zweden           | 0    | 2      | 1     | 3      |
| 13     | Tsjechië         | 0    | 1      | 0     | 1      |
| 14     | Frankrijk        | 0    | 0      | 2     | 2      |
| 15     | Oekraïne         | 0    | 0      | 1     | 1      |

Schansspringen · Noordse combinatie · Langlaufen
 Langlaufen · 
 Noordse combinatie · 
 Schansspringen
 Chamonix 1924 · 
Janské Lázně 1925 · 
Lahti 1926 ·
Cortina d'Ampezzo 1927 ·
 Sankt Moritz 1928 ·
Zakopane 1929 ·
Oslo 1930 ·
Oberhof 1931 ·
 Lake Placid 1932 ·
Innsbruck 1933 ·
Solleftea 1934 ·
Vysoké Tatry 1935 ·
 Garmisch-Partenkirchen 1936 ·
Chamonix 1937 ·
Lahti 1938 ·
Zakopane 1939 ·
Cortina d'Ampezzo 1941 ·
 Sankt Moritz 1948 ·
Lake Placid 1950 ·
 Oslo 1952 ·
Falun 1954 ·
 Cortina d'Ampezzo 1956 ·
Lahti 1958 ·
 Squaw Valley 1960 ·
Zakopane 1962 ·
 Innsbruck 1964 ·
Oslo 1966 ·
 Grenoble 1968 · 
Vysoké Tatry 1970 ·
 Sapporo 1972 ·
Falun 1974 ·
 Innsbruck 1976 ·
Lahti 1978 ·
 Lake Placid 1980 ·
Falun 1980 ·
Oslo 1982 ·
Rovaniemi/Engelberg 1984 ·
Seefeld 1985 ·
Oberstdorf 1987 ·
Lahti 1989 ·
Val di Fiemme 1991 ·
Falun 1993 ·
Thunder Bay 1995 ·
Trondheim 1997 ·
Ramsau am Dachstein 1999 ·
Lahti 2001 ·
Val di Fiemme 2003 ·
Oberstdorf 2005 ·
Sapporo 2007 ·
Liberec 2009 ·
Oslo 2011 ·
Val di Fiemme 2013 ·
Falun 2015 ·
Lahti 2017 ·
Seefeld 2019 ·
Oberstdorf 2021 ·
Planica 2023